# The Usos
The Usos (en español, Los Hermanos) es un equipo estadounidense de lucha libre profesional compuesto por los hermanos gemelos Jey Uso y Jimmy Uso. Ostentan el récord del reinado más largo como Campeones en pareja de SmackDown.
Dentro de sus logros, está un reinado como Campeones en Parejas de Florida de la FCW en 2009, dos reinados como Campeones en Parejas de la WWE en 2014 y cinco reinados como Campeones en Pareja de SmackDown entre 2017 y 2019, convirtiéndose así en el primer equipo en ganar el título en Parejas de Raw (anteriormente el título en Parejas de la WWE) y el título en Parejas de SmackDown.
Jimmy Uso (su nombre real es Jonathan Solofa Fatu) y Jey Uso (Joshua Samuel Fatu) son los hijos gemelos de Rikishi y hermanos mayores de Solo Sikoa y forman parte de la familia samoana Anoa'i. También son sobrinos del fallecido luchador Umaga, primos del luchador Roman Reigns, del luchador profesional y actor The Rock y de las luchadora Tamina y Nia Jax.

## Historia

### World Xtreme Wrestling (2007–2009)
Apareciendo con sus nombres reales, Jonathan y Joshua Fatu, debutaron como un equipo en la World Xtreme Wrestling (WXW) en Milton, Florida el 8 de junio de 2007.

### World Wrestling Entertainment / WWE

#### Florida Championship Wrestling (2009–2010)
Jimmy Uso apareció en la Florida Championship Wrestling (FCW) en las grabaciones del 5 de noviembre, acompañando a Donny Marlow al ring. Jimmy también apareció en un dark match antes de la grabación del programa FCW del 19 de noviembre, derrotando a Titus O'Neill. The Usos empezó el 2010, derrotando a The Rotundo (Duke & Bo Rotundo) el 14 de enero.
En un choque generacional de luchadores el 18 de febrero, los hermanos Rotundo se asociaron con Wes Brisco para derrotar a The Usos & Donny Marlow. Continuaron su asociación con Marlow en la grabación del programa del 25 de febrero, cuando los acompañó al ring con una victoria contra Titus O'Neill & Big E. Langston. En marzo se les unió Sarona Snuka, que comenzó a actuar como su mánager y el 13 de marzo derrotaron a The Fortune Sons (Joe Hennig & Brett DiBiase) ganando el Campeonato en Parejas de Florida de la FCW. Hicieron su primera defensa del título en el 18 de marzo al derrotar a The Dude Busters (Trent Barreta & Caylen Croft). Siguieron defendiendo con éxito el campeonato contra Percy Watson & Darren Young, Hunico & Tito Nieves, Skip Sheffield & Darren Young y The Dudebusters, quienes los derrotaron por descalificación cuando Tamina sacó el árbitro fuera del ring para que dejara de contar el pinfall. El 3 de junio, The Usos perdieron los Florida Tag Team Champions ante Los Aviadores (Hunico & Dos Equis).

#### 2010–2012
El 24 de mayo de 2010 en un episodio de Raw, The Usos y Tamina hicieron su debut como heels, atacando los Campeones Unificados en Parejas de la WWE, The Hart Dynasty (Tyson Kidd, David Hart Smith & Natalya). La semana siguiente, el mánager general de RAW, Bret Hart declaró que los había contratado. Esa noche, el trío hizo una promo, afirmando que estaban buscando el respeto de sus familias. Fueron interrumpidos y atacados por The Hart Dynasty, que buscaban venganza por el ataque sorpresa de la semana anterior. The Usos intentaron atacar a The Hart Dynasty de nuevo en el 7 de junio en Raw, pero fallaron. The Usos hicieron su debut en el ring en el episodio del 17 de junio de Superstars, derrotando a Goldust & Mark Henry. Tres días más tarde hicieron su debut en un pago-por-evento perdiendo ante The Hart Dynasty en una lucha de seis personas de equipos mixto en Fatal 4-Way. The Usos estaban previstos para hacer frente a The Hart Dynasty en el 28 de junio en Raw, pero la lucha no comenzó cuando The Usos atacaron a The Hart Dynasty cuando que estaban entrando en el ring.

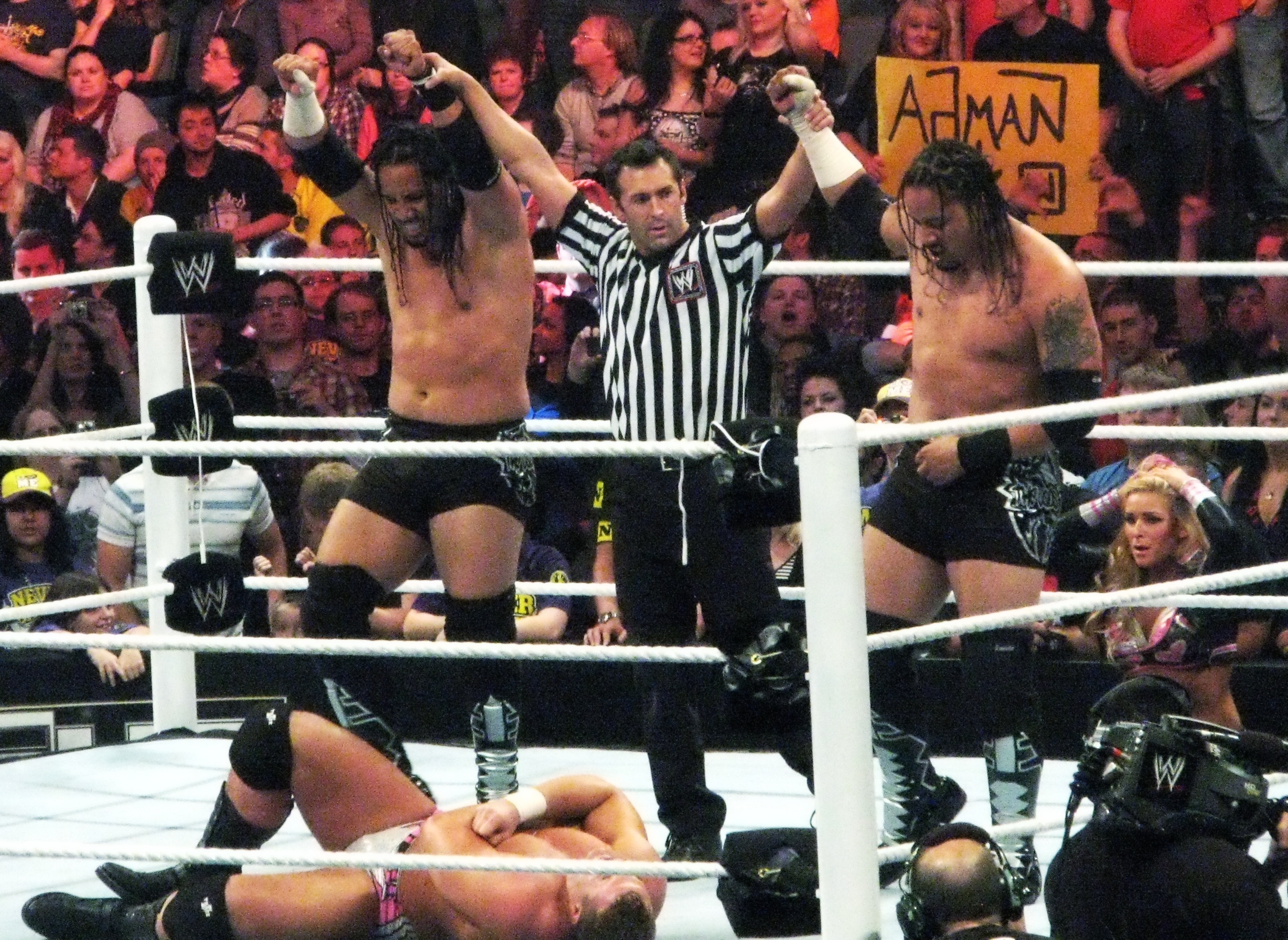
The Usos tuvieron un feudo con The Hart Dynasty a su llegada a la WWE.

The Usos derrotaron a The Hart Dynasty por primera vez en una lucha de seis personas el 12 de julio en Raw cuando Jey Uso cubrió a Smith. The Usos aceptaron el desafió de The Hart Dynasty por el Campeonato Unificado en Parejas de la WWE en el ppv Money in the Bank pero fueron derrotados después que DH.Smith le aplicara el Sharpshooter a Jey Uso forsandolo a rendirse y después lo siguió torturando. The Usos compitieron en Night of Champions por el Campeonato en Parejas de la WWE ante The Hart Dynasty, Santino Marella & Vladimir Kozlov, Evan Bourne & Mark Henry y a Drew McIntyre & "Dashing" Cody Rhodes, ganando estos últimos. Volvieron a tener otra oportunidad por los campeonatos en parejas el 6 de diciembre en Raw ante los campeones Heath Slater & Justin Gabriel, Santino Marella & Vladimir Kozlov y Mark Henry & Yoshi Tatsu, pero los ganadores fueron Marella y Kozlov.
En WrestleMania XXVII, tanto Jey como Jimmy participaron de forma individual en una Battle Royal, que ganó The Great Khali. El 26 de abril ambos fueron transferidos de RAW a Smackdown!. El 2 de junio en WWE Superstars fueron derrotados por Heath Slater & Justin Gabriel, cambiando a face. Lucharon contra Hunico & Épico en Smackdown y en Superstars contra Épico & Primo, perdiendo las dos. Después, luchando en WWE NXT tuvieron un feudo contra Curt Hawkins & Tyler Reks. Posteriormente Jey Uso participó en el Royal Rumble, entrando en número 24, siendo eliminado por Randy Orton. En NXT, empezaron un feudo con Titus O'Neil & Darren Young. Durante el feudo, Tamina Snuka regresó al equipo. Lucharon en el Pre Show de WrestleMania XXVIII, en una triple amenaza de equipos por los WWE Tag Team Championship contra Tyson Kidd & Justin Gabriel y Épico & Primo, ganando estos dos últimos. En No Way Out enfrentaron a Primo & Épico, Tyson Kidd & Justin Gabriel, y Titus O´Neil & Darren Young buscando una oportunidad por el campeonato en parejas de la WWE pero no lograron ganar.

#### 2013–2015
Aparecieron en Main Event del 19 de junio haciendo equipo con Justin Gabriel para enfrentar a The Shield; combate que perdieron. Después, en el SmackDown del 28 de junio, hicieron equipo con Christian contra The Shield, logrando ganar y siendo el segundo trío en derrotar a The Shield, poco después empezaron un feudo con ellos. y en Money in the Bank se enfrentaron a ellos por los Campeonatos en Parejas, perdiendo el combate. En Hell in a Cell, tuvieron una oportunidad por los títulos contra los campeones Cody Rhodes & Goldust y The Shield, pero no pudieron ganar. En Survivor Series formó equipo con Rey Mysterio y The Rhodes Brothers contra The Shield y The Real Americans pero perdieron la pelea. El 3 de marzo en Raw derrotaron a The New Age Outlaws (Road Dogg & Billy Gunn) ganando los Campeonatos en Parejas de la WWE. El 4 de marzo retuvieron sus campeonatos frente a Los Matadores en Main Event, originalmente iban a defenderlos contra The New Age Outlaws, pero por una lesión de Road Dogg, The New Age Outlaws no pudieron luchar. El 6 de abril en WrestleMania XXX defendieron sus títulos ante The Real Americans, Los Matadores y Ryback & Curtis Axel.
La noche siguiente en RAW, retuvieron los títulos ante los main eventers Batista & Randy Orton cuando ambos equipos perdieron por cuenta de fuera. En mayo de 2014, se involucraron en el pleito entre John Cena y The Wyatt Family, salvándole de los ataques de Luke Harper y Eric Rowan o impidiendo que ambos interfirieran en los combates. En Payback; acudieron para que Harper y Rowen no atacaran a Cena durante su combate Last Man Standing contra Bray Wyatt, ya que no había descalificaciones. El 29 de junio de 2014 en Money In The Bank The Usos defendieron exitosamente sus títulos una vez más frente a The Wyatt Family (Luke Harper y Eric Rowan).En WWE Battleground defendieron una vez más sus títulos ante Luke Harper y Erick Rowan en un combate de 2 a 3 caídas y salieron victoriosos los Uso. En Night of Champions se enfrentaron a Gold & Stardust, perdiendo los títulos en parejas ante ellos. en Hell in a Cell tuvieron su revancha por los títulos la cual perdieron. En TLC the usos tuvieron una oportunidad por el título ganando por DQ lo que hizo que The Miz y Damien Mizdow retuvieran el título. Sin embargo, recuperaron los títulos el 29 de diciembre en RAW.

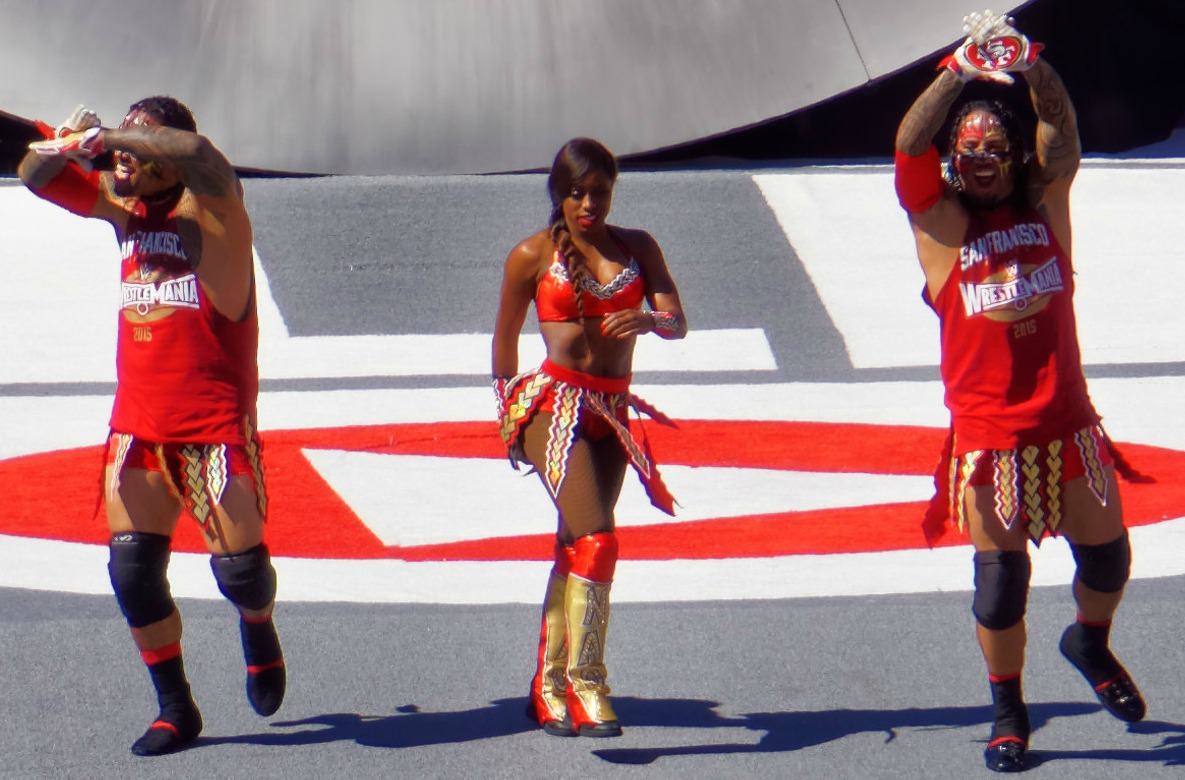
The Usos (junto a Naomi) en WrestleMania 31.

Entrando al 2015, en Royal Rumble retuvieron los títulos frente a Miz & Mizdow. En Fastlane se enfrentaron a Tyson Kidd y Cesaro por los Campeonatos en Parejas de WWE pero perdieron los títulos. Obtuvieron su revancha el Raw del 23 de febrero contra los campeones pero ganaron por DQ debido a una interferencia de Natalya siguiendo así Tyson Kidd y Cesaro como los campeones. En WrestleMania 31 tuvieron un Tag Team Fatal Four Way Match por el Campeonatos en Parejas de WWE en donde participaron The New Day, Los Matadores y Tyson Kidd y Cesaro, lucha que lograron ganar estos últimos por pinfall. Durante la lucha Jey se lesionó teniendo que ser operado, dejándolo inactivo por 6 meses dejando a su hermano Jimmy solo en combates. Posteriormente se vio a Jimmy Uso como comentarista junto a Michael Cole, Jerry "The King" Lawler y JBL. Volvieron el 3 de noviembre en Raw para involucrarse en el pleito entre Roman Reigns y The Authority y en Survivor Series, The Usos formaron equipo con Ryback y Lucha Dragons para vencer a The New Day, Sheamus & King Barrett. En TLC, fueron derrotados por The New Day por los Campeonatos en Parejas.

#### 2016
En Royal Rumble, fueron nuevamente derrotados por The New Day finalizando así, su feudo. El 8 de febrero de 2016 en Raw, se unieron a The Dudley Boyz para enfrentarse a The New Day y Mark Henry pero fueron derrotados. Tras esta lucha, los Dudley Boyz cambiaron a heel cuando atacaron a The Usos usando mesas y lesionando nuevamente a Jey, iniciando un feudo. En Wrestlemania 32, The Usos vencieron a The Dudley Boyz. Tras la lucha, The Dudley Boyz atacaron a The Usos y subieron dos mesas al ring, pero Jimmy y Jey rompieron las mesas con los cuerpos de Bubba Ray y D-Von. El 11 de abril en Raw, The Usos clasificaron a la semifinal por los Campeonatos en Parejas de WWE tras vencer a The Social Outcasts. Después de la lucha, fueron atacados por Luke Gallows (quien hacía su retorno) y Karl Anderson (quien debutaba en WWE). Tras esto, Jimmy y Jey Uso formarían parte de la rivalidad junto con Roman Reigns contra AJ Styles, Luke Gallows y Karl Anderson. En Payback, intervinieron a favor Reigns en su combate contra Styles. En Extreme Rules, The Usos fueron derrotados por Gallows y Anderson en un Tornado Tag Team Match. 
El 19 de julio en SmackDown, The Usos fueron enviados a SmackDown como parte del Draft 2016. En Battleground, fueron derrotados por Breezango. A principios de agosto, Jimmy sufrió una leve lesión en la espalda, regresando al poco tiempo. El 16 de agosto, derrotaron junto a American Alpha y The Hype Bros a The Vaudevillains, Breezango y The Ascension en un 12-Man Tag Team Match. En SummerSlam, nuevamente derrotaron junto a American Alpha y The Hype Bros a The Vaudevillains, Breezango y The Ascension en otro 12-Man Tag Team Match. El 23 de agosto en SmackDown, participaron del torneo de clasificación por los inaugurales Campeonatos en Parejas de SmackDown donde derrotaron a The Ascension, avanzando a las semifinales.
El 6 de septiembre en SmackDown, The Usos fueron derrotados por American Alpha, siendo estos últimos, los que avanzaron a la fase final del torneo. Tras la lucha, The Usos atacaron a American Alpha donde lesionaron a Gable, cambiando así a heel. En Backlash, derrotaron en su primera lucha a The Hype Bros, clasificando a la fase final del torneo. Esa misma noche en su segunda lucha, fueron derrotados por Heath Slater & Rhyno, quienes ganaron los Campeonatos en Parejas de SmackDown. El 13 de septiembre derrotaron a The Hype Bros. El 20 de septiembre en SmackDown, derrotaron a American Alpha para ser los retadores #1 a los Campeonatos en Parejas de SmackDown. En No Mercy, fueron derrotados por Heath Slater & Rhyno. El 1 de noviembre derrotaron a The Headbangers para luego participar en Survivor Series. En Survivor Series, fueron eliminados por Cesaro & Sheamus, quienes le dieron la victoria al Team Raw. El 27 de diciembre en SmackDown, participaron en un Four Corner Elimination Match donde fueron eliminados por American Alpha. Después de ser eliminados, atacaron a American Alpha.

#### 2017

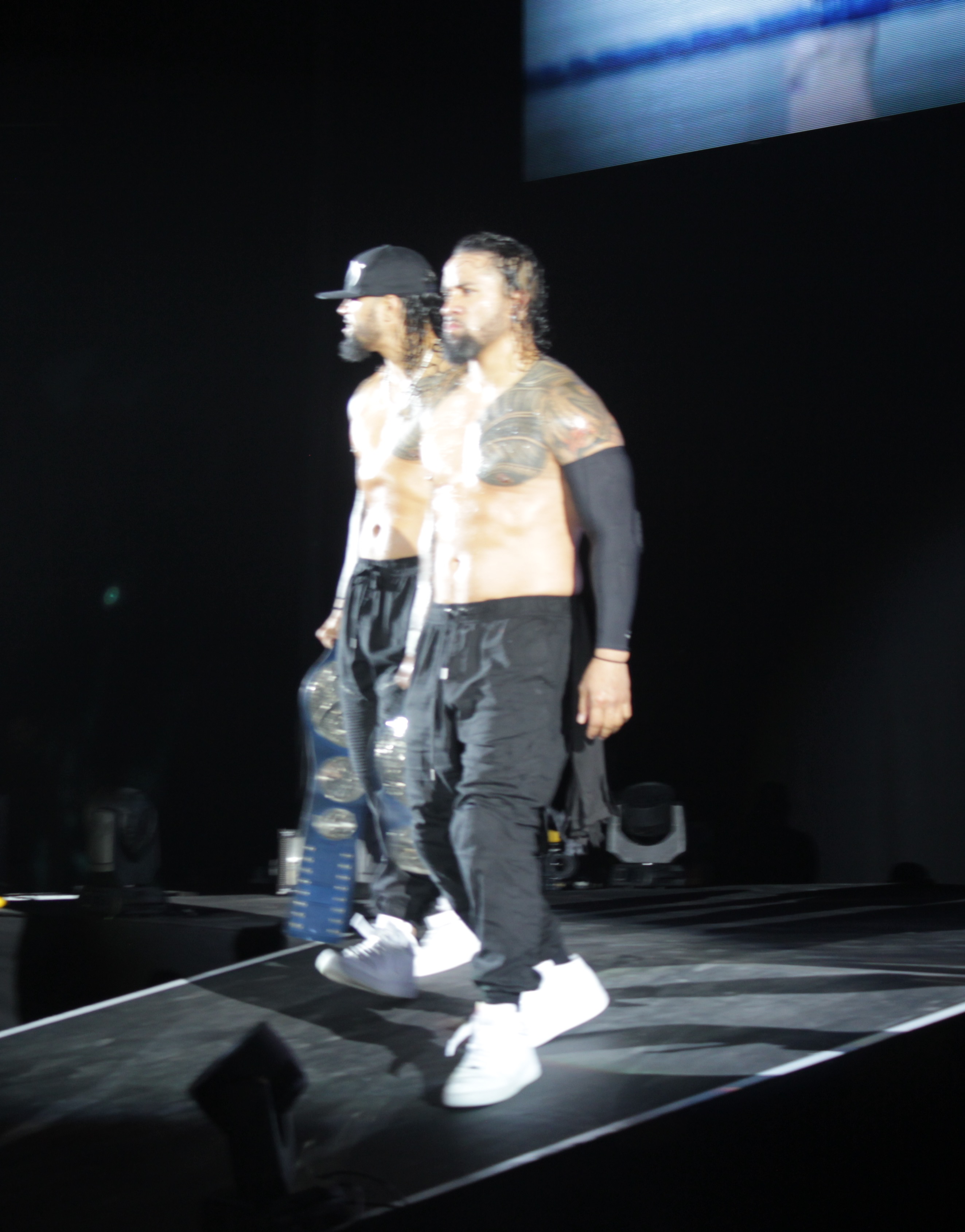
The Usos como Campeones en Parejas de SmackDown

El 31 de enero en SmackDown, aparecieron para confrontar a American Alpha por los Campeonatos en Parejas de SmackDown pero también aparecieron los demás equipos de SmackDown, El 7 de febrero en SmackDown, formaron equipo con The Ascension y The Vaudevillains, derrotando a American Alpha, Breezango y Heath Slater & Rhyno en un 12-Man Tag Team Match. En Elimination Chamber, participaron en un Tag Team Turmoil Match en donde también estaban Breezango, The Vaudevillains, The Ascension, Heath Slater & Rhyno y American Alpha, lucha que fue ganada por estos últimos. Esa misma noche tras bastidores, aparecieron para felicitar a Naomi, quien había ganado el Campeonato Femenino de SmackDown. El 14 de febrero en SmackDown, aparecieron en la pantalla del ringside donde advertían a American Alpha con intenciones de ir por los Campeonatos en Parejas de SmackDown. Las siguientes semanas, hicieron lo mismo en cada lucha de American Alpha. El 21 de marzo en SmackDown, derrotaron a American Alpha, ganando los Campeonatos en Parejas de SmackDown.
En WrestleMania 33, participaron en el André the Giant Memorial Battle Royal pero no lograron ganar. El 12 de abril en SmackDown, derrotaron a American Alpha, reteniendo los títulos. En las siguientes semanas, comenzaron una rivalidad con Breezango debido a que ellos ganaron el derecho por los campeonatos. En Backlash, vencieron a Breezango. El 23 de mayo en SmackDown, Fandango y Breeze retaron a Jimmy y Jey a dos luchas individuales. En la primera lucha; Breeze derrotó a Jey mientras que, Fandango también derrotó a Jimmy. Tras esto, Breezango retaron a una lucha más pero esta vez por los Campeonatos en Parejas de SmackDown a lo que The Usos aceptaron. Esa misma noche, nuevamente vencieron a Breezango.
Tras esto, comenzaron una intensa rivalidad con The New Day. En Money in the Bank, fueron vencidos por conteo fuera por The New Day pero siguieron siendo campeones. Posteriormente continuaron con su rivalidad. En Battleground, fueron derrotados por The New Day, perdiendo los títulos. En SummerSlam, derrotaron a The New Day, ganando por segunda vez los campeonatos. El 12 de septiembre en SmackDown, fueron derrotados por The New Day en un Sin City Street Fight Match, perdiendo los títulos nuevamente. El 26 de septiembre en SmackDown, intensificaron su rivalidad determinando una nueva lucha entre The Usos y The New Day, estableciendo un Hell in a Cell Match por los títulos. En Hell in a Cell, derrotaron a The New Day en un Hell in a Cell Match, ganando los títulos por tercera vez. En el SmackDown después de Hell In A Cell, tanto Jimmy como Jey cambiaron a face. En Survivor Series, derrotaron a los Campeones en Parejas de Raw Cesaro & Sheamus, dando una victoria al grupo de SmackDown sobre el de RAW.
En Clash of Champions derrotaron a The New Day (Big E & Kofi Kingston) (con Xavier Woods), Shelton Benjamin & Chad Gable y Rusev & Aiden English y retuvieron los cinturones.

#### 2018
En Royal Rumble derrotaron a Shelton Benjamin & Chad Gable en un 2-out-of-3 Falls Match y retuvieron el Campeonatos en Parejas de SmackDown.Renovarían su rivalidad con el New Day, que culminaría en un combate por el título en Fastlane , que terminaría en un no-contest debido a la interferencia y un asalto cruel delos hermanos Bludgeon . Jimmy Uso luego se asoció con Big E en SmackDown contra los hermanos Bludgeon, pero fueron derrotados. Más tarde, Jimmy tendría un enfrentamiento uno contra uno contra Harper la semana siguiente, pero nuevamente fue derrotado. En WrestleMania 34 , The Usos luchó en la tarjeta principal de WrestleMania por primera vez, donde defendieron los títulos contra The New Day y The Bludgeon Brothers en un combate por equipo de triple amenaza, en The Usos soltaron los títulos de The Bludgeon Brothers después Harper cubrió a Kofi Kingston . En el SmackDown después de WrestleMania, The Usos vencerían al New Day para ganar una revancha contra los Bludgeon Brothers por el SmackDown Tag Team Championship en el Greatest Royal Rumble. En el evento del 27 de abril, The Usos fueron derrotados. En el episodio del 22 de mayo de SmackDown , intentaron ganar otra oportunidad en los títulos de Money in the Bank , pero fueron derrotados por Luke Gallows y Karl Anderson en el partido # 1 Contender's.Actualmente son los campeones en pareja de SmackDown obteniendo sus 5 reinados en WWE Elimination Chamber derrotando a los excampeones Shane McMahon & The Miz, y reteniendolos frente a ellos en Fastlane.
En un SmackDown Live, dieron a establecerse como Faces ayudando a New Day, sin embargo por esto serían castigados teniendo que defender los títulos en Pareja de SmackDown Live! en Wrestlemania 35, donde derrotaron a The Bar, Rusev & Shinsuke Nakamura & Aleister Black & Ricochet reteniendo los Campeonatos.
Pero en el SmackDown posterior a Wrestlemania serían derrotados por The Hardy Boyz perdiendo así sus títulos.
Luego serían traspasados a Raw, donde derrotaron a Bobby Roode & Chad Gable, luego de esto estarían en una rivalidad con The Revival por quienes fueron derrotados en el Raw y en el Kick Off de Super Show-Down derrotaron a The Revival y más tarde en esa noche participaron en la 51-Man Battle Royal Match siendo eliminados ambos por The Revival, continuando con su rivalidad también envolucraron a The Miz contra Elias.
Y en el Raw del 10 de junio tuvieron una oportunidad por los Campeonatos en Pareja de Raw en una Triple Threat Match contra Curt Hawkins & Zack Ryder y The Revival donde ganaron The Revival, y continuando con su feudo hasta Extreme Rules donde se enfrentaron a The Revival por los Campeonatos en Parejas de Raw, pero perdieron, en Raw Reunion acompañado de su padre Rikishi derrotaron a los Campeones en Parejas de Raw The Revival que estaban acompañados por D-Von Dudley, que para el 29 de julio en Raw se enfrentaron a The Revival & The O.C por los Campeonatos en Parejas de Raw ganando The O.C, luego de esto Jimmy fue detenido por conducir ebrio, desapareciendo de la televisión.
Después de que Jimmy se lesionara, Jay comenzó a competir individualmente y en el SmackDown! del 29 de mayo, se enfrentó a Sheamus, King Corbin, Dolph Ziggler, Shinsuke Nakamura, Shorty G, Lince Dorado, Cesaro, Gran Metalik y a Drew Gulak en una Battle Royal Match para reemplazar a Jeff Hardy en el Torneo por el vacante Campeonato Intercontinental, debido a que fue arrestado (kayfabe), eliminando a Corbin, sin embargo fue el último eliminado por Sheamus.
El 4 de septiembre de 2020 nuevamente Jey volvió a participar, ahora por la oportunidad de competir por el Campeonato Universal reemplazando a Big E que fue atacado previamente por Sheamus, derrotó a King Corbin, Sheamus y Matt Riddle planchando a este último ganando la oportunidad de ir por el título ante su primo Roman Reigns. En Clash of Champions fue derrotado.
En Money in the Bank derrotaron a The Mysterios y ganaron el campeonato en parejas de smackdown.

#### 2022-2023
En Wrestlemania 38 retuvieron los campeonatos en parejas de smackdown ante Shinsuke Nakamura y Rick Boogs, en el Smackdown del 20 de mayo derrotaron a RK-Bro y unificaron los títulos en pareja. En Backlash junto a Roman Reigns derrotaron al equipo de Drew Mcintyre y RK-Bro, en Money in the Bank y Summerslam retuvieron los campeonatos ante The Street Profits. En Crown Jewel retuvieron sus campeonatos ante The Brawling Brutes, en Survivor Series Wargames hicieron equipo con Roman Reigns, Solo Sikoa y Sami Zayn para vencer al equipo Drew Mcintyre. En Wrestlemania 39 perdieron los títulos unificados ante Sami Zayn y Kevin Owens.
En Night of Champions 2023 realizado en Arabia Saudita,  Roman y solo se enfrentaron a Kevin Owens y Sami Zayn por los Campeonatos Indiscutibles en Parejas. Este finalizaría, luego de la intervención de Jimmy y Jey cuando estos entraron para apoyar Roman y Solo, enterrando a Owens en la mesa de comentaristas para después atacar a Sami, el cual evitaria el ataque y Solo Sikoa recibiría un ataque conjunto de los Usos por error, para después ser confrontados por Roman. Ante la situación acabada de suceder, Jimmy se cansó del trato que recibian por parte de Roman atacándolo y llevándose a su hermano Jey con él, con esto costándole el combate a Reigns y Sikoa, siendo Jimmy el primero en abandonar The Bloodline. Posteriormente, el 16 de junio en SmackDown, Roman le pediría a Jey que decidiera si se quedaba en Bloodline o se iba con su hermano. Tras una discusión con su hermano Jimmy respecto a su papel de ser más relevante para Roman, Jey acabaría por atacar a Roman, yendose con su hermano y cambiando ambos a face en el proceso. Posterior al programa, se anunciaria su lucha en Money in the Bank 2023 contra The Bloodline (Roman Reigns y Solo Sikoa), misma que ganaron tras cubrir a Reigns, convirtiéndose Jey en el primer luchador que logra hacerle el pin a Roman Reigns desde Baron Corbin en diciembre de 2019. 
En SummerSlam 2023, Jimmy regresaría atacando y traicionando a su hermano Jey sacándolo del ring mientras intentaba cubrir a Reigns y y lo pateó, lo que le permitió a Reigns derrotar a Jey y retener el Campeonato Universal Indiscutible de la WWE poniendole fin al equipo. Sin embargo, en el episodio del 11 de agosto de SmackDown, explicó que el motivo de su Sus acciones fueron por temor a que si Jey se hubiera convertido en el nuevo Jefe Tribal, el poder lo habría corrompido. Jey respondió dándole una súper patada a Reigns, Sikoa y finalmente a Jimmy. Posteriormente, declaró que abandonaba la WWE.
En octubre de 2024 en la emision de SmackDown Jimmy junto con Roman Reings interfirieron en la lucha de Tama Tonga y Tonga Loa para perder los campeonatos en pareja de WWE. Desopues aparece Jey para terminar de interferir al atacar a Tama Tonga y junto a su hermano Jimmy se fundieron en un abrazo confirmando el regreso de The Usos.

## Campeonatos y logros
- Florida Championship Wrestling

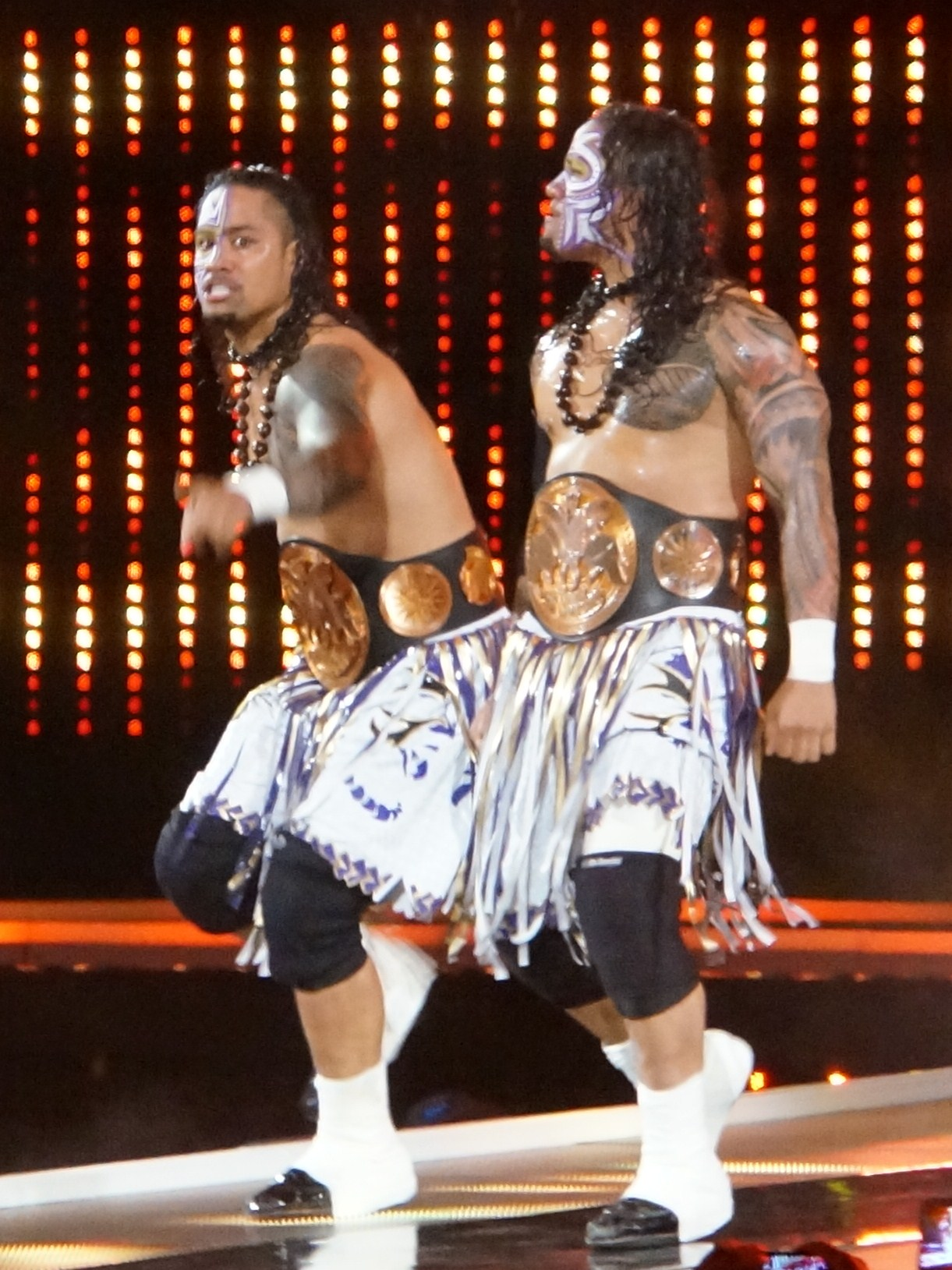
The Usos como Campeones en Parejas de WWE.

  - FCW Florida Tag Team Championship[27] (1 vez)

- World Wrestling Entertainment/WWE
  - WWE/Raw Tag Team Championship (3 veces)
  - SmackDown Tag Team Championship (5 veces)
  - Undisputed WWE Tag Team Championship (1 vez)
  - André the Giant Memorial Battle Royal (Séptimo ganador) - Jey Uso
  - Slammy Award for Tag Team of the Year (2014, 2015)[28][29]

- Pro Wrestling Illustrated
  - Equipo del año (2014)[30]
  - PWI ranking a Jimmy en el n.º 25 del top 500 de los luchadores individuales en el PWI 500 (2014)
  - PWI ranking a Jey en el n.º 26 del top 500 de los luchadores individuales en el PWI 500 (2014)
  - Situados en el N°1 en los PWI Tag Team 100 de 2022

- Wrestling Observer Newsletter
  - Lucha 5 estrellas (2023) vs. Kevin Owens & Sami Zayn en WrestleMania 39 el 1 de abril